# Fun Fun
Fun Fun est un groupe d'Italo disco formé en 1983. Parmi leurs succès figurent Colour My Love et Baila Bolero.

## Histoire
Les producteurs Dario Raimondi et Alvaro Ugolini ont fait équipe avec les chanteuses de studio Antonella Pepe, Angela Parisi et Ivana Spagna pour créer Fun Fun, un groupe au son rebondissant, énergique et adapté aux pistes de danse. Leur premier album, Happy Station, sorti en 1983, a connu le succès en Italie et dans d'autres parties de l'Europe grâce à plusieurs mégamixes, dont la version Scratch la plus connue. Happy Station a atteint notamment la première place des charts sud-africains. Il était également populaire sur la scène house dance de Chicago, aux États-Unis, et a été joué par des DJs sur WBMX.
Après avoir reçu des invitations pour des concerts, Raimondi et Ugolini décident de faire appel à des mannequins pour l'image publique de Fun Fun plutôt que les chanteurs eux-mêmes, une tactique courante sur la scène européenne de la dance, déjà utilisée par des producteurs comme Frank Farian. Have Fun ! est le premier album studio du groupe, et est sorti en 1984. Francesca Merola et Roberta Servelli sont les visages du groupe sur scène. L'album contient d'autres singles de dance-pop, dont Give Me Your Love, Living In Japan et le tube phare du groupe, Colour My Love, qui est devenu populaire dans les boîtes de nuit américaines grâce à sa ligne de basse de synthétiseur insistante et à son intro de percussion facile à mixer.
Après Have Fun !, Spagna décide de quitter le projet pour entamer une carrière solo, tout en contribuant occasionnellement au groupe en tant que parolier. Fun Fun a continué avec Merola et Elena Trastulli (qui a remplacé Servelli) comme visage du groupe et un nouveau musicien/producteur Larry Pignagnoli, sortant un deuxième album, Double Fun, en 1987. Double Fun a eu plusieurs singles, dont Could This Be Love, une reprise de Gimme Some Lovin' du Spencer Davis Group et Baila Bolero, une ballade dansante à saveur flamenco. Une mini-anthologie reprenant la plupart des grands succès du groupe, le Mega Hit Mix, est sortie sur un single de 12 pouces peu de temps après.
En 1989, Fun Fun a tenté de prendre une nouvelle direction avec le single Give Me Love, qui n'a connu qu'un succès minime. Quelques années plus tard, le groupe a sorti son dernier single, I'm Needin' You, dans un style Eurodance des années 1990, avec un succès tout aussi minime. Depuis lors, les seules sorties de Fun Fun ont été des best-of ou des remixes/reconstructions de DJ de leurs anciens succès.
Après la dissolution du groupe, Angela Parisi a sorti un single, Wherever Forever, avant de se retirer de l'industrie musicale. Antonella Pepe est devenue une chanteuse appréciée, enregistrant avec Mike Francis, Via Verdi, Alan Sorrenti, Garbo et Gianni Togni. Parmi les filles du groupe, Elena Trastulli a fait carrière en tant que choriste. Natalia Rolla est devenue conceptrice de production cinématographique.

## Discographie

### Albums studio
- 1984 : Have Fun!
- 1987 : Double Fun

### Compilations
- 1991 : The Best of Fun Fun (ZYX Records)
- 1994 : The Best of Fun Fun (Snake's Music)
- 1994 : Greatest Fun - The Best of
- 1996 : The Best of Fun Fun - Color My Love
- 2003 : The Best of Fun Fun (Discos CNR Chile)
- 2006 : The Greatest Fun
- 2017 : Greatest Hits and Remixes

### Singles
| Happy Station                                                  | 1983 | 15 | 1  | 11 | 8  | —  | —  | —  |   | Have Fun !        |
| Colour My Love                                                 | 1984 | —  | 8  | 17 | 15 | 6  | —  | 9  |   | Have Fun !        |
| Give Me Your Love                                              | 1984 | —  | 28 | 17 | 18 | 18 | 10 | 23 |   | Have Fun !        |
| Living in Japan                                                | 1985 | —  | —  | —  | —  | —  | —  | —  |   | Have Fun !        |
| Sing Another Song                                              | 1985 | —  | —  | —  | —  | —  | —  | —  |   | Have Fun !        |
| Tell Me                                                        | 1985 | —  | —  | —  | —  | —  | —  | —  |   | Have Fun !        |
| Baila Bolero                                                   | 1986 | —  | 31 | —  | 17 | —  | 16 | —  |   | Double Fun        |
| Gimme Some Lovin'                                              | 1987 | —  | 37 | —  | 71 | —  | —  | —  |   | Double Fun        |
| Could This Be Love                                             | 1987 | —  | —  | —  | 85 | —  | —  | —  |   | Double Fun        |
| Mega Hit Mix                                                   | 1987 | —  | 7  | —  | 4  | —  | —  | —  |   | Single uniquement |
| Give Me Love                                                   | 1989 | —  | —  | —  | —  | —  | —  | 29 |   | Single uniquement |
| I'm Needin' You                                                | 1994 | —  | —  | —  | —  | —  | —  | —  | — |                   |
| No More Tears                                                  | 2022 | —  | —  | —  | —  | —  | —  | —  | — |                   |
| Greatest Fun - The Best of                                     |      | —  | —  | —  | —  | —  | —  | —  | — |                   |
| « — » montre qu'aucun classement n'a été atteint dans le pays. |      |    |    |    |    |    |    |    |   |                   |